# Montfoort
Montfoort este o comună și o localitate în provincia Utrecht, Țările de Jos. 

## Localități componente
Montfoort, Linschoten, Willeskop.